# François Nambot
François Nambot – francuski aktor filmowy.
Uczęszczał do École Supérieure de Réalisation Audiovisuelle w Paryżu. Uczył się aktorstwa w Conservatoire du 11ème de Paris  pod kierunkiem Alaina Hitiera i Philippe'a Perrussela.

## Filmografia

### filmy fabularne
- 2012: Mauvais coton (film krótkometrażowy)
- 2014: Seks, miłość i terapia (Tu veux... ou tu veux pas?)[4] jako pacjent w gabinecie
- 2016: Paryż 05:59 (Théo et Hugo dans le même bateau)[5] jako Hugo
- 2016: Elle jako pracownik firmy z grami wideo